# Marie de Bavière
Ne doit pas être confondu avec Marie de Bavière (1872-1954).
Pour les articles homonymes, voir Marie-Anne de Bavière.
Titre
Reine consort de Saxe
6 juin 1836 – 9 août 1854
(18 ans, 2 mois et 3 jours)
Marie Anne Léopoldine de Bavière (1805-1877) est une duchesse de Bavière, devenue reine consort de Saxe par son mariage.

## Biographie
Fille du roi Maximilien Ier de Bavière et de sa seconde épouse Caroline de Bade, elle est la sœur jumelle de la fameuse archiduchesse Sophie, mère de l'empereur François-Joseph Ier d'Autriche. 
Elle épouse en 1833 le roi Frédéric-Auguste II de Saxe, dont elle est la seconde épouse, celui-ci étant veuf de Caroline d'Autriche. 
Sa sœur aînée Amélie de Bavière ayant épousé en 1822 le frère cadet du roi, le futur Jean Ier de Saxe joua certainement un rôle dans ce mariage. Ils n'ont pas d'enfant.
En 1854, le roi Frédéric-Auguste II meurt dans un accident de montagne. Marie de Bavière cède sa place à sa sœur Amélie, dont le mari devient à son tour roi de Saxe. 
Les deux sœurs meurent toutes deux en 1877.